# 27589 Paigegentry
27589 Paigegentry è un asteroide della fascia principale. Scoperto nel 2000, presenta un'orbita caratterizzata da un semiasse maggiore pari a 2,5666653 au e da un'eccentricità di 0,0814302, inclinata di 0,99513° rispetto all'eclittica.
L'asteroide è dedicato alla studentessa statunitense Paige Maree Gentry.